# Vzlet (socha)
Vzlet je socha původně umístěná v Praze 6 – Ruzyni u silnice vedoucí k letišti při nájezdu z ulice Evropská na Aviatickou; později byla převezena do depozitáře Galerie hlavního města Prahy. Je chráněna jako kulturní památka České republiky.

## Historie
Socha vznikla jako součást výtvarného řešení rekonstruované trasy Kladenská–Velvarská v letech 1964–1972. Koncem 60. let 20. století ji navrhl sochař a horolezec Valerián Karoušek, který v roce 1970 zemřel během horolezecké výpravy v Peru. Po jeho úmrtí se realizace plastiky ujal jeho přítel sochař Jiří Novák. Ve spolupráci s architektem Stanislavem Hubičkou ji konstrukčně navrhl a roku 1972 sestavil u odbočky na letiště Ruzyně.
Roku 2013 byla socha prohlášena za kulturní památku pro svůj významný doklad sochařského díla ve veřejném prostoru 2. poloviny 20. století. Z důvodu havarijního stavu byla téhož roku demontována a přemístěna do depozitáře GHMP. Její rekonstrukci a restaurování převzal sochař Andrej Šumbera; poté by se měla vrátit na své původní místo (rok 2020).
Výtvarné řešení úseku Kladenská–Velvarská
Součástí rekonstrukce Leninovy třídy (Evropská) byl vznik několika uměleckých děl, například „Setkání u studny“ od Bedřicha Stefana, „Dutá torza“ od Aleše Grima, „Adam a Eva“ od Zdeňka Šimka, „Dvojice“ od Zdeňka Palcra, „Tři postavy“ od Miloslava Chlupáče, „Kamenný květ“ od Zdeny Fibichové nebo vjezdová brána Vokovického hřbitova od Josefa Symona umístěná v kubizujícím oplocení z pohledového betonu od architekta Stanislava Hubičky.

## Popis
Socha stála na pozemku parc. č. 2893/1, k. ú. Ruzyně. Její výška je 8,5 metru, šířka přibližně 5 metrů a jako materiál byl použit kov, laminát a beton. Abstraktní plastika pětidílné celokovové konstrukce má černošedou barvu se zlatými proužky.